# 魔法老師事物列表
本條目介紹在動漫作品《魔法老師》的世界觀裡對西洋魔法、東洋魔法、學園的相關及魔法世界本身等有嚴密的設定。

## 用語
- 偉大的魔法師（マギステル・マギ）（Magister Magi）

最高級、最受人尊敬的魔法師。
- 從者（Minister Magi）

又稱做「魔法師夥伴」，是魔法師的後援。
魔法師和一般人締結「暫定契約」（パクティオー），一般人在締結後立即成為魔法師的從者。締結暫定契約後可獲得「暫定契約卡」（パクティオーカード），可召喚「從者道具」（アーティファクト）。
「夥伴」與「配偶」在英語中都叫做「partner」；神樂坂明日菜在麻帆良武道會中向涅吉·史普林菲爾德公開宣示以夥伴的身分保護涅吉，涅吉立即羞紅了臉，原因在此。
- 契約

契約分兩種：①魔法師與從者簽訂的契約、②魔法師與人偶簽訂的契約。
魔法師與從者簽訂的契約共分三種：無效契約、暫定契約、永久契約（《魔法老師！？neo》中文版譯為「正式契約」）。一般來說，有許多的方式可締結契約，但以在魔法陣中接吻的方式是最為便利而快速的。締結契約時有確實（口對口）接吻者，才算締結成功；未確實接吻（例如吻臉頰）者，是無效契約。滿18歲者能締結永久契約。
魔法師與從者性別相同者亦可締結暫定契約，例如高音·D·古特曼與佐倉愛衣即有締結暫定契約。
在《魔法老師！？neo》中，暫定契約的加強版是「neo暫定契約」（ネオ・パクティオー）：明日菜被阿妮亞從梅爾帝亞納魔法學校偷出來的「星之水晶」操縱心智而追殺當時在場的涅吉、近衛木乃香與櫻咲剎那，最後涅吉主動與明日菜締結neo暫定契約使明日菜恢復正常，而neo暫定契約的締結方式與暫定契約一樣是在魔法陣中接吻。
魔法師和從者基本上是交換的關係：魔法師提供從者魔力協助從者戰鬥，從者使用魔力戰鬥並保護魔法師（尤其是魔法師在念咒的時候）。
在《魔法老師！？neo》中，契約卡分三種：「裝甲卡」（アーマーカード）、「服裝卡」（コスプレカード）、「爛卡」（スカカード）；每次發動契約時，隨機決定契約卡種類，從者強制經歷典型的魔法少女變身過程：先全裸，後換上戰鬥服裝。
魔法師與人偶簽訂的契約為「人偶契約」（ドール契約）。例如依文潔琳與絡繰茶茶丸簽訂人偶契約，所以茶茶丸絕對服從依文潔琳的命令。
- 關東魔法協會

1890年創立麻帆良學園同時間成立，以東京都為中心，主要成員都是學習西洋魔法的東洋魔法師，從屬魔法國並得到授權管轄日本一帶。現任理事為近衛近右衛門。
- 關西咒術協會

以京都為中心的傳統古流派或陰陽道為主要聚合成員的協會，京都神鳴流也是會員。現任會長為近衛詠春。
- 京都神鳴流

赤松健前作《純情房東俏房客》亦有出現的虛構劍術流派。
- 麻帆良祭

這是麻帆良學園都市的祭典，在小學、中學及高中期終考試後就開始準備，整個祭典歷時4日（包括1日前夜祭及3日正式祭），總入場人數會達到40萬人，據說一天內有2億6千萬日元的現金流量。在麻帆良祭期間，各學會都會有很多活動給參觀者參加，同時許多社團為賺取經費也變得商業化，校方為了培養學生的自立心而准許營利活動。
- 麻帆良武道會

在20年前盛極一時的武道會；但近年因為獎金下降至只有10萬日元，所以很少人參賽。但是超鈴音併購其他活動，所以獎金大幅增加一百倍至1000萬日元，加上有標榜大會有良好的電子紀錄及明文規定禁止使用槍、刀、劍等等可令人受傷的武器，所以吸引了很多人（包括涅吉、小太郎）參賽；但其實這個活動是超鈴音想令全世界的人「都認識世界上有魔法存在」的第一步。
- 世界樹傳說

在麻帆良學園都市的都市傳說中，當在麻帆良祭的最後一天於發光中的世界樹下表白的話，這段戀情就一定會成功；即使在麻帆良祭期間表白，成功率都高達120%。由於學生在未認真考慮將來下的表白太過危險，校方要盡千方百計阻止麻帆良祭期間學生於世界樹下表白。
- 麻帆良祭合辦活動

於麻帆良祭第三日舉行，是全學園學生均可參與之閉幕活動。2002年所舉辦的活動是「兵捉賊」遊戲；但由於過份誇張，所以原定於2003年的麻帆良祭中舉辦比較溫和的「躲貓貓」遊戲。只不過因為涅吉要求更改遊戲內容，所以遊戲亦應涅吉要求而改為「火星機械軍團 V.S. 學園防衛魔法騎士團」，學園並提供魔法道具給學生，借用全學園的師生的力量來對抗超鈴音的機械軍團。而值得一提的是，過去兩屆麻帆良祭合辦活動的主辦及贊助機構均為「雪廣集團」，而在遊戲中勝出的人可以得到一筆獎金。

## 魔法師的類型
依文對涅吉說的如下：
『魔法師的戰鬥風格分為兩種：
- 魔法師

擔任後衛、前方交給從者戰鬥、在後方使用強力的術式。
- 魔法劍（拳）士

擔任前衛、站在前線與從者一起戰鬥、重視速度使用著格鬥和魔法。

## 魔法術語
- 咸卦法

將魔力和氣或是陰陽兩氣結合在一起,發揮出強大的力量。
- 黑暗魔法.術式武裝

黑暗魔法，將原本該釋放的魔法掌握在手中，藉此強化全身以增強戰鬥力，修習者身上會有魔法紋路，不論使用過量還是時間過長，都會有等量的身心反噬效果。
當初依文潔琳在成為真祖吸血鬼的初期使用的黑暗魔法，並且曾記錄這個魔法在捲軸裡。卷軸後來在與拉坎賭博中，被其出千作弊贏得一個捲軸。在拉坎的慫恿下涅吉通過捲軸中的試煉習得，學園祭中超鈴音身上的魔法紋路也可能是修習此魔法後的痕跡。
- 拉斯・泰爾・馬・斯吉爾・馬吉斯泰爾

涅吉所用的魔法啓動關鍵詞.

## 從者道具
涅吉的從者所持有的從者道具
- 破魔之劍

神樂坂明日菜與涅吉定下「暫定契約」得到的從者道具。觸碰到的魔法師的所有魔法無效化與召喚魔秒殺效果。
- 匕首·十六串呂

櫻咲剎那與涅吉定下「暫定契約」得到的從者道具。能召喚出至多十六把匕首並可作飛行道具隨意控制。
- 建御雷

櫻咲剎那與木乃香定下「暫定契約」得到的從者道具。能以木乃香的魔力巨大化的白翼之劍。
- 東風之檜扇、南風之末廣

近衛木乃香與涅吉定下「暫定契約」得到的兩個從者道具。東風之檜扇能完全治療所有三分鐘內受到的傷害，一天僅一次。南風之末廣能治療30分鐘內承受到的比如石化等「狀態異常」症狀。
- 本我繪圖日記

宮崎和香與涅吉定下「暫定契約」得到的從者道具。把已知名字對象的表面意識以繪畫日記方式表現出來，可以透過「鬼神童謠」及「朗讀耳」，使其能力發揮至極限。和「孤獨的黑子」一樣屬於傳說等級的道具。但是它對明日菜無效。
- 塗鴉帝國

早乙女春奈與涅吉定下「暫定契約」得到的從者道具。能夠召喚出與繪圖一樣的簡易精靈。
- 世界圖繪

綾瀨夕映與涅吉定下「暫定契約」得到的從者道具。能翻查包括魔法網路在內的任何與魔法有關資料和知識。
- 力之王笏

長谷川千雨與涅吉定下「暫定契約」得到的從者道具。可讓意識潛入網絡世界且可以進行可視化電子信息戰，自帶電氣鼠形態電子精靈群七部眾，可以自由變換衣服。
- 渡鴉之眼

朝倉和美與涅吉定下「暫定契約」得到的從者道具。操縱最多6個間諜精靈到遙遠的地方偵察，其中一個間諜精靈可搭配小夜作聯手出擊。
- 天狗的隱蓑

長瀨楓與涅吉定下「暫定契約」得到的從者道具。一塊附有隱身能力的布，而內裡有一間附廚房的異次元屋子。此外，這塊布還有吸收魔彈攻擊的效果。
- 神珍鐵自在棍

古菲與涅吉定下「暫定契約」得到的從者道具，像如意金箍棒一樣伸縮自如、可粗可細。使用者不會感到重量變化，但是敵人會。
- 二一三零式超包子衛星支援系統：騰空貓

絡繰茶茶丸與涅吉定下「暫定契約」得到的從者道具。茶茶丸與涅吉定下「暫定契約」後，得到超鈴音從未來傳送來的手持激光制導終端衛星軌道地圖炮，威力巨大。
- 不可思議的針筒

和泉亞子與涅吉定下「暫定契約」得到的從者道具。能夠讓我方人員的能力提升好幾倍的補助系道具，針筒的針直徑1.8公分。使用方法是吸滿濃縮還原的魔力興奮劑液體，從屁股打進去。
- 七彩鎗

明石裕奈與涅吉定下「暫定契約」得到的從者道具。具有精靈解除彈等多種效果的子彈。
- 自在緞帶、束縛的繩子、斬斷的環、粉碎棍棒、炸彈之球

佐佐木蒔繪與涅吉定下「暫定契約」得到的五個從者道具。緞帶可以無限伸縮抓到任何東西。
栞與涅吉定下「暫定契約」得到的從者道具。在魔法球內為確認明日菜真偽而與栞定下的「暫定契約」，能力未知。
雪廣綾香與涅吉定下「暫定契約」得到的從者道具，能力是不用預約、就能任意與任何人見面的稀有能力，似乎還有隱藏的特殊稀有價值（菲特認定是稀有中的稀有）。
那波千鶴與涅吉定下「暫定契約」得到的從者道具。能力是被千鶴的魔杖(蔥?!)插到的人(應該是指屁股?!)會回復所有的傷害及不良狀態，但會聽從千鶴的命令，高魔抗可以抵抗但相同命令每下一次似乎會增加一倍的強制力，連涅吉身為MASTER都撐不過3次
- 千之絆

涅吉與海勒斯帝國第三公主戴奧托拉定下「暫定契約」得到的從者道具，能力為可使用涅吉的契約夥伴們的道具。
在和拉坎一戰後，涅吉和戴奧托拉就解除契約了。
- 孤獨的黑子

村上夏美與小太郎定下「暫定契約」得到的從者道具。透過感官盲點達到隱身的效果，觸碰持有者亦有相同效果，但只要發動攻擊就會失效。小太郎闖入夏美房間時，夏美打了小太郎一拳，它就立即失效。菲特曾說，那是跟「本我繪圖日記」一樣同屬傳說等級的道具，已經有280年沒出現過了。
紅色之翼成員所持有的從者道具
- 半生之書

阿爾比雷歐·伊馬的從者道具之一，與納吉·史普林菲爾德定下「暫定契約」而獲得。
能力1：特定人物的身體能力和外表的特徵的再生。(若對象為比自己強大的人物，則只能再生數分鐘。)
能力2：以所製作「半生之書」裡的特定人物在特定時限之內全人格完全再生。(再生以1次為限，再生時間是10分鐘，且能力1消失。)
- 擁有千種姿態的英雄

傑克·拉坎的從者道具。能夠自由自在的變成任何一種武器，被認為是「無敵、獨一無二」的道具。
拉坎能變幻出無限的劍，從小型的小刀到大型的大劍都能召喚，及其他普通的東西讓他能夠當做投擲的飛行武器來使用，並且可以變化出機動裝甲等替代義肢。
必殺技「斬艦劍」是召喚出大到不合理的巨劍進行投擲，破壞力規模相當誇張，可媲美軍事轟炸。
菲特的從者所持有的從者道具
- 狂氣提琴

調與菲特定下契約所得的從者道具。可發出粉碎物體的特殊音波。
- 偷生之符

栞與菲特定下契約所得的從者道具。可完全複製施術目標的外貌與記憶，同時藉由自我暗示讓自己的動作反應與施術目標相同，但自己的感情被影響的話就會失效。
- 時間迴廊

曆與菲特定下契約所得的從者道具。可讓一定空間內，將物理與精神上的時間流動感隨曆的意思加速或減緩，不論誰只要在範圍都會受影響，即使是曆本人也一樣。
- 無限擁抱

環與菲特定下契約所得的從者道具。可創造一個無邊無盡的結界空間，環可在其中隨意移動。想要離開無限擁抱，只能由環自己解開或者是將她殺掉，否則打昏她也沒用。
拉坎卻曾經靠著放出氣魄就打破次元，實際上是利用重力魔法扭曲結界空間來破壞無限擁抱。
其他從者所持有的從者道具
- 我愛打掃

佐倉愛衣與高音定下暫定契約得到的從者道具。外表是一把掃把，效果是「全體武裝解除」。

## 魔法世界的詞語(政治、歷史、文化等各方面)

魔法世界地圖

- 魔法世界

充滿各式各樣奇異生態、生物的神秘世界，擁有相當多的亞人種生物、奇異怪獸與長相正常的人類，除了自然生態沒有像地球這樣被破壞嚴重，科技水準也超過地球許多，魔力自然大氣共存，有著相當規模的經濟、政治及人文活動，基本上擁有一定科技力的都市是安全的，越野外越對人身安全不利，充滿了冒險氣氛的世界。
3-A同學們聽得懂魔法世界的語言，是因為使用了翻譯魔法。
在故事後期，經由村上夏美的提醒，涅吉發現魔法世界可能是建構在火星、從現實火星面積基礎上創造的人造異界。
- 地理

擁有相當多的平原、高山、湖泊、森林、海洋等地球常見的地形，大氣流動正常，不過南北緯使用上與地球相反，在魔法世界裡上方是南端，村上夏美發現到許多地方的命名跟現實火星的地名相似。
- 政治

基本上由兩大派政治體掌握，有著截然不同的政治、經濟、軍事、人文風情，語言基本上共通（但不知是用日文還是其他語言）。
兩大政治體分別是南方帝國（海勒斯帝國）與北方聯盟（梅森布利納聯合）。北方聯合是由許多小國組成，領導國家是梅卡洛梅森布利雅，同時梅卡洛梅森布利雅也是一座都市。
兩個政治體在歷史發展上，原本只有在雙方邊境上發生的零星小型衝突；但是在有心人士的操弄下，最後兩方引爆戰爭，在紅色之翼的奔波下戰事平息。現在兩方是處於和平狀態，但是私底下還是會較勁一番。
- 經濟

各式貨幣眾多，應有匯率制度；但是以“德拉克馬”此種流通貨幣最受敬重最有價值，處於最高點的地位（類似於今日的美元）。
另外，魔法世界擁有許多古老遺跡，遺跡內通常都藏有不少稀少的寶物，所以純質的圓狀銀幣跟金幣應該也可以通用。
- 北方聯合

由許多大小型國家組成，領導國是梅卡洛梅森布利雅。各國有各自的政治制度，但是聯盟上卻設有議會。議會通稱「梅(M)卡洛梅(M)森布利雅元老院」（簡稱MM元老院），有效監督國家間的關係。聯盟各國之中，梅卡洛梅森布利雅最有政經實力，擁有聯盟間最好的科技及軍事力量。但之後舊維絲貝爾丹帝雅王國的公主被冠上了「災難的魔女」是MM元老院所栽贓一事曝光後，使其發言權大幅降低，也使該國發生多處暴動
- 南方帝國

基本上是直指一個統一大部分陸地的君權國家「海勒斯帝國」，首都城市冠上其國名，有著悠久的尊貴皇族（但是其統治制度是君主立權還是君主立憲則不明），在政府的英明統治下，也擁有不可忽視的政經、武裝力量。
- 亞莉阿德妮

魔法世界裡一個相當聲名大噪的國家，國境被海勒斯帝國包圍，部份邊境線靠海，以不屈服任何權力之絕對中立為原則，相當尊重任何學術知識，號稱為世界最大之獨立學術都市國家。對於尊重學識、好學之人，不問身分，一律無條件接納。在中立的原則下建立了一個以女性為主的武裝自衛軍隊「亞莉阿德妮魔法騎士團」，也有自己的科技艦隊。
大戰時屬於北方聯合側，其實力就已不可忽視；大戰後完全政治獨立且中立化，其理念被兩大政治體敬重，在兩方的請願下擔任兩方的溝通橋樑。

## 奧斯提亞
- 奧斯提亞

這是一個包含了國名、地方名及都市名的複合代名詞，世人多稱奧斯提亞。另外，此地也是魔法世界大戰的競爭點、衝突點、悲劇發生地，此次大戰後世多稱「奧斯提亞戰爭」。
- 地理

地理上奧斯提亞位於魔法世界地圖的最中央，其風貌為自然運用魔法力量，浮在雲海上的一百多個大小浮島，面積從小型巨石到完整大陸形狀應有盡有。浮島上充滿了大陸上常有的美麗生態及地貌，在自然環境上屹立了相當多美麗的古城，號稱「世界的文明發祥地」、「美麗千塔之城」、「空中王都」。
由於大戰的緣故，包含舊都在內的大多數浮島都已經摔下去到雲海下面的大陸上。現在的奧斯提亞是在剩餘的大陸浮島上重新發展的，現稱「新奧斯提亞」。
- 政治

管理此地的國家是一個君權國家——維斯貝爾丹帝雅王國，皇族本身的歷史比任何政治體還要悠久，皇族中總有一個孩子會帶著不可思議的力量入世。
因為大戰的關係，原政治體及皇族都已經滅亡。現在是北方聯盟從元老院派遣一名政務官擔任總督，擁有自衛型軍隊及警察組織，政治上該地是中立地帶兼非戰區域，現稱「新奧斯提亞」。在之後其居民得知舊維絲貝爾丹帝雅王國的公主會被冠上了「災難的魔女」是MM元老院所栽贓後，發動動亂開始試著要脫離北方聯盟並試圖再次獨立
- 人文

該地除了以農作及經濟自足、美景風貌外，此地的另一個號召點是料理及食物本身相當美味，女孩子也相當地漂亮美麗。
- 皇族

目前最為人熟知的最後皇族末裔是號稱「災禍的魔女」的維斯貝爾丹帝雅皇室公主「愛莉卡·愛納爾基亞·艾特歐菲西雅」，據說以叛國、弒父奪權之名在18年前差點被處刑。
皇族實際上還擁有兩條血脈流傳在世上，分別是神樂坂明日菜（雅絲娜·維絲貝莉娜·戴歐塔娜西亞·艾特歐菲西雅）以及涅吉·史普林菲爾德；二人的身世及行蹤幾乎被魔法世界的極高層人員當成重大機密，有關消息幾乎全消去並隱藏起來，只有極度少數的人才耳聞過二人之名。

## 學園設施

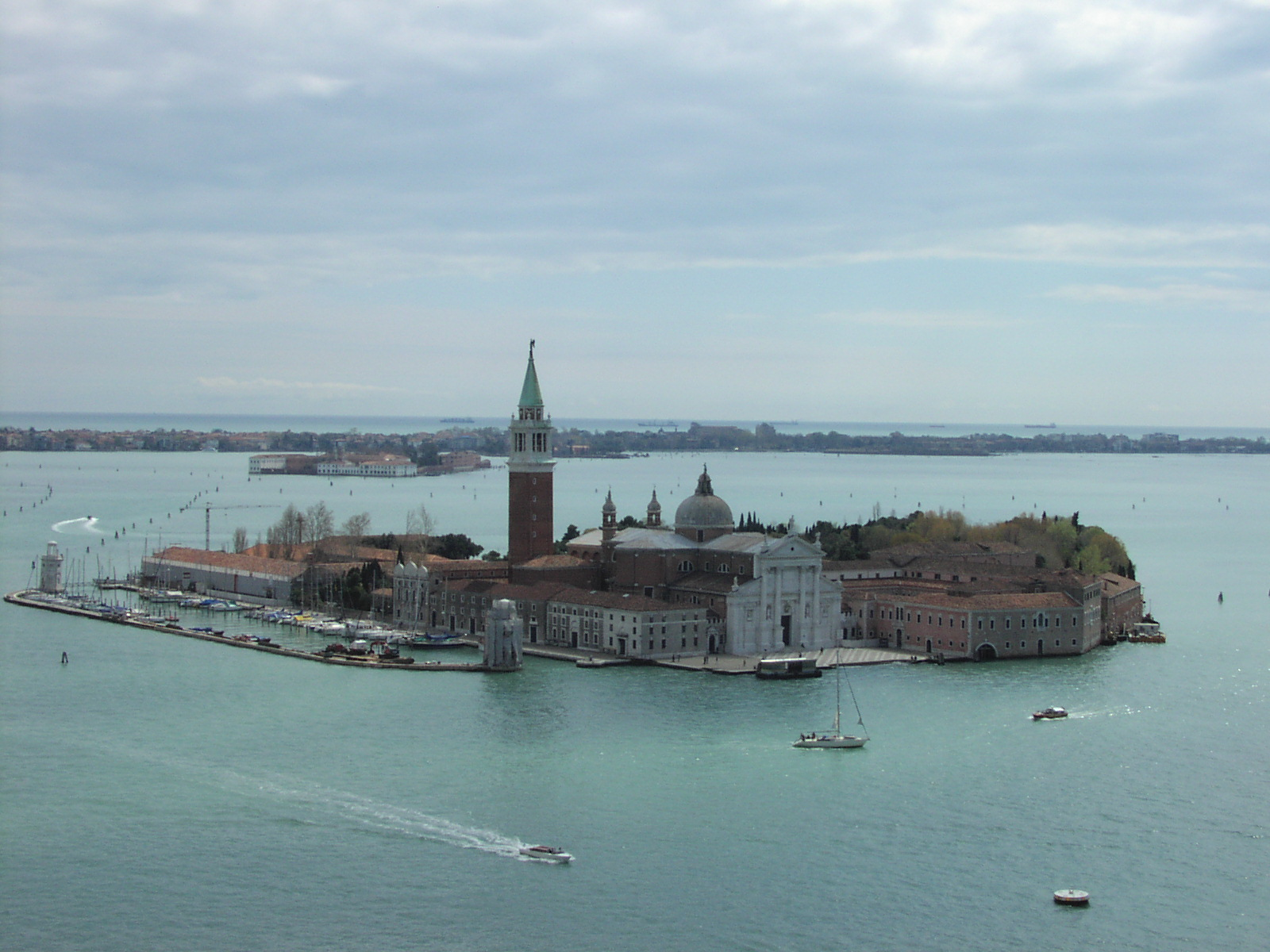
大聖喬治島是圖書館島的藍本

- 麻帆良學園都市（麻帆良学園都市）

一個虛構的學園都市，位於日本埼玉縣，JR東日本川越線的沿線，而此路線常用列車為埼京線205系電車。麻帆良學園都市結構像筑波市般，集多家小學、中學、大學到研究所等於一身的巨大學園都市。整個都市以多摩市及意大利羅馬市作參考。
- 麻帆良學園本校女子中等部（麻帆良学園本校女子中等部）

位於麻帆良學園都市女子校區，地址為「埼玉縣麻帆良市鳥羽井1丁目1番2號」。正確的全校學生總數不明；但在涅吉擔任2年A班導師時，全校2年級從A班到S班共24個班（2001年4月入學，2004年3月3日畢業）的學生總數為737人；依此推算，全校學生總數為2200人以上。同一個班，從入學到畢業，不重新分班，亦不換教室。
全校實行全住宿，學生皆住在宿舍。學生宿舍以2人同住1間房為原則，餐廳與大浴場「涼風」為公共空間，各房間皆有獨立空調、廚房、浴廁。
校舍外形參考JR東日本高崎線深谷站的設計，室內則參考一橋大學的設計。學生宿舍外形參考東京都立大學（已被整併為首都大學東京）南大澤校區的設計。茶道社辦公室參考愛知縣犬山市如庵的設計。
- 麻帆良學園聖烏爾斯拉女子高中（麻帆良学園聖ウルスラ女子高等学校）

在本校女子中等部隔隣的隔隣。這所高中的躲避球隊「黑百合」是關東地區閃避球大賽的冠軍，唯無人知道當時有多少間學校參賽。和中等部的同學一向不和。
- 麻帆良大學（麻帆良大学）

- 麻帆良工科大學（麻帆良工科大学）

- 麻帆良藝大附屬中學（麻帆良芸大附属中学校）

夏目萌就讀的學校。除了制服與麻帆良學園本校女子中等部不同以外，設定資料不明。
- 麻帆良國際大學附屬高中（麻帆良国際大学附属高等学校）

- 世界樹（世界樹）

正式名稱為「神木·蟠桃」，高度有250m。世界樹有強大的魔力，相傳每22年世界樹就會發揮魔力；如果用這種魔力向愛人表白的話，成功率高達120%。之前世界樹發揮過魔力的時間是1982年，下次發揮魔力的時間理應是2004年；但因為氣候變遷，在預定外的2003年就發揮魔力。
- 圖書館島（図書館島）

位於麻帆良湖中央，學園創立時於同一時間興建，是全球最大的圖書館，在第二次世界大戰期間從世界上收集很多珍貴的圖書。由於收藏的圖書越來越多，所以就不斷向地下發展。經過數十年的改建，圖書館像迷宮一樣，所以現在已經無人知道圖書館島的全貌；所以小學部、中學部、大學部聯合提倡成立「圖書館探險部」，以調查圖書館島的秘密。
圖書館島內設有很多機關防止有人偷取貴重書籍。又有一個傳聞說，從來無人可以從「地下圖書室」逃出去，而圖書館島深處更傳聞有凶惡的巨龍駐守在阿爾比雷歐·伊馬家門前。不過直至現在，圖書館島內還有很多的秘密未被世人所發現。
圖書館島以大聖喬治島為藍本，而巨大圖書館的設定亦可能受輕小說《蓬莱學園》（蓬莱学園）系列影響。

## 班上重要組合介紹

### 漫畫版 / 2005年動畫版
- 笨蛋戰隊（バカレンジャー）

其實不是甚麼「戰隊」，只是班中成績最差的五人（黑色笨蛋：綾瀨夕映（隊長）；紅色笨蛋：神樂坂明日菜；黃色笨蛋：古菲；粉紅色笨蛋：佐佐木蒔繪；藍色笨蛋：長瀨楓）結成的「組合」。
若依《超級戰隊系列》的翻譯慣例，應譯為「笨蛋連者」；在電視劇版與2006年動畫版中稱為「麻帆良笨蛋戰隊」（まほら戦隊 バカレンジャー）。
雖然成績不好，但此五人除綾瀨夕映外的運動神經及體力都在常人之上，其中更有二人（楓、古菲）善於打鬥。
- 武道四天王

班上攻擊力最高的四人，分別是龍宮真名、古菲、櫻咲剎那、長瀨楓。（赤松健本人曾经透露：依照设定，古菲应该是她们四人中“最弱”的一个。）
實際準確度有限（許多班上擁有實力的人皆未計算進去。）
- 文科四優生

班上在全學年學科成績排行上最高的四人，分別是超鈴音（第1名）、葉加瀨聰美（第2名）、宮崎和香（第3名）、雪廣綾香（第4名）。
超鈴音離開後，順位變更為葉加瀨聰美、雪廣綾香、宮崎和香、朝倉和美。
- 文科七優生

班上學生，全學年學科成績排列順位前七位，分別是超鈴音、葉加瀨聰美、雪廣綾香、宮崎和香、朝倉和美、近衛木乃香、那波千鶴。
- 胸圍Top 4

班上胸部最大的四人，分別是朝倉和美（第4名）、龍宮真名（第3名）、長瀨楓（第2名）、那波千鶴（第1名）。
- 運動部四人組

班上運動最棒的四人，分別是明石裕奈（籃球）、和泉亞子（足球）、大河內晶（游泳）、佐佐木蒔繪（體操）。（第二部动画中，蒔繪的位置被田径社的春日美空所代替）
- 體育部五人組

運動部四人組加上春日美空。一般來說，這個名詞只出現於遊戲版，不會出現於動畫及漫畫版內。
- 圖書部四人組

班上從事圖書部的四人，分別是綾瀨夕映、宮崎和香、近衛木乃香（非永久）、早乙女春奈。
皆擁有不錯的成績（綾瀨夕映除外，不過夕映的聰明才智都發揮到與成績無關的知識領域）。
- 文化部四人組

班上加入文化性社團的四人，分別是朝倉和美（新聞社）、那波千鶴（天文社）、村上夏美（演劇社）、札吉·雷妮蒂（雜技社）。
- 惡作劇三人組

班上最會惡作劇的三人，分別是春日美空、鳴瀧風香和鳴瀧史伽。
- 啦啦隊三人組

班上加入啦啦隊的三人，分別是柿崎美砂、釘宮圓、椎名櫻子。
- 彈額頭火箭樂團

由柿崎美砂、釘宮圓、椎名櫻子、和泉亞子等四人組成的輕音樂搖滾樂團。在麻帆良祭中有辦演唱會表演，並且似乎有自行錄製唱片專輯。
- 動漫二人組

班上從事動漫相關活動的兩人，分別是早乙女春奈（漫畫繪師）、長谷川千雨（cosplay专家）。這組合是自麻帆良祭之後才正式成立。
- 麻帆良御三家

班上具有學園世族千金出身的三人：近衛木乃香（近衛家）、雪廣綾香（雪廣財團）、龍宮真名（龍宮神社）。
- 除靈討伐隊

是為了消滅相坂小夜而臨時成立的討伐隊，成員有明石裕奈、朝倉和美、早乙女春奈、佐佐木蒔繪、椎名櫻子。小夜被全班接納以後，此組合已不存在。
- 超包子輕軌電車料理店

以超鈴音為首的超包子經營集團，以販售包子等等各種中華料理，成員有超鈴音（社長）、葉加瀨聰美（研發幹事）、四葉五月（副社長）、絡繰茶茶丸（女侍員）、古菲（受驗幹事）。超鈴音回到自己的时代後，超包子就由五月接手經營。
- 超計畫四頭目

麻帆良祭中超鈴音為實行「強制認識魔法計畫」的四位頭目：超鈴音、龍宮真名、絡繰茶茶丸（與茶茶丸三姐妹）、葉加瀨聰美。
- 涅吉小隊

涅吉的從者，依簽訂暫定契約的次序是神樂坂明日菜、宮崎和香、櫻咲剎那、近衛木乃香、綾瀨夕映、早乙女春奈、長谷川千雨、朝倉和美、長瀨楓、古菲、絡繰茶茶丸、和泉亞子、明石裕奈、佐佐木蒔繪。
超鈴音曾以「超家族譜」在57秒內摧毀涅吉小隊（因成員們爭看誰會與涅吉結婚。此時學園共同活動剛結束，契約簽到千雨）。
支援組是協助涅吉隊的非從者，成員有犬上小太郎、相坂小夜（在暑假篇時加入）。
- 悠久之風

是一個NGO（非政府組織）的魔法師組織。「悠久之風」為其對外之正式名稱，故即使是非魔法世界的人也知道這個組織。
紅色之翼便是屬於悠久之風的團體。
已知成員：納吉·史普林菲爾德、傑克·拉坎、阿爾比雷歐·伊馬（古奈爾）、近衛詠春、卡托·神樂·瓦德巴古、塞古托、高畑·T·隆道、哥爾德、克魯托·凱德爾等。
可能成員：神樂坂明日菜。
- 英國文化研究俱樂部(涅吉魔社)(白色之翼)

是明日菜於暑假期間向學校成功申請開設的一個專門調查納吉下落的社團，依文潔琳為涅吉小隊取了正式名稱為「白色之翼」。
社長：神樂坂明日菜
副社長：早乙女春奈
書記：近衛木乃香
肉包大臣：古菲
書記護衛：櫻咲剎那
名譽顧問：依文潔琳
指導老師：涅吉
其他會員：長瀨楓、宮崎和香、綾瀨夕映、絡繰茶茶丸、長谷川千雨、犬上小太郎、朝倉和美、相坂小夜。
- 3年A班英國旅遊團

雪廣綾香為了對涅吉的愛，追隨到英國而組成的旅遊團。佐佐木蒔繪、明石裕奈、大河內晶、和泉亞子、村上夏美等人，因偷偷跟隨涅吉一行人，誤入魔法傳送門範圍，來到魔法世界。
團長兼主辦人：雪廣綾香
副團長：佐佐木蒔繪
隨行團員：那波千鶴、明石裕奈、大河內晶、和泉亞子、釘宮圓、椎名櫻子、柿崎美砂、村上夏美、鳴瀧風香、鳴瀧史伽。
- 武道四新星

班上體術與戰技方面似乎不輸給武道四天王的四人：神樂坂明日菜、大河內晶、明石裕奈、絡繰茶茶丸。
實際準確度有限（許多班上擁有實力的人皆未計算進去）。

### 2006年動畫版
- 卓帕研

2006年動畫版中的原創社團，全名為「卓帕卡布拉研究社」，主旨為研究卓帕卡布拉。成員除了明日菜和春奈以外，都是硬被拖去或是太閒才加入。
社長：明日菜
自願加入的社員：早乙女春奈
硬被拖去的社員：櫻咲剎那、近衛木乃香、宮崎和香
太閒才加入的社員：明石裕奈、佐佐木蒔繪、鳴瀧風香、鳴瀧史伽、長瀨楓

## 外部連結

### 日文官方網站
- 魔法老師官方網頁 （页面存档备份，存于）
- AI Love Network 赤松健的個人網頁 （页面存档备份，存于）
- 週刊少年Magazine 連載魔法先生漫畫的雜誌 （页面存档备份，存于）
- 東京電視台的動畫版魔法先生網頁 （页面存档备份，存于）
- StarChild電視劇版官方網站 （页面存档备份，存于）

### 非官方網站
- 魔法先生研究所 （页面存档备份，存于）(日文)
- Love Hina Plus 關於赤松健作品的Fan Site